# Christopher Michael
Christopher Lee Michael (geb. vor 1983) ist ein US-amerikanischer Schauspieler.

## Leben
Seinen ersten Auftritt als Schauspieler hatte Michael 1983 in dem Film The Escapist. Es folgten diverse weitere Auftritte in Filmen und Fernsehserien, beispielsweise in Eine starke Familie oder Diagnose: Mord. In den Serien Eine himmlische Familie und Emergency Room – Die Notaufnahme hatte Michael jeweils eine wiederkehrende Rolle.
In einem Großteil seiner Auftritte spielt Michael die Rolle eines Polizeibeamten.

## Filmografie (Auswahl)
- 1990: Raumschiff Enterprise: Das nächste Jahrhundert (Star Trek: The Next Generation) (1 Folge)
- 1991: House Party 2
- 1991: New Jack City
- 1994: Guyver – Dark Hero
- 1995: Alle unter einem Dach (Family Matters) (1 Folge)
- 1995: Der Prinz von Bel-Air (The Fresh Prince of Bel-Air) (1 Folge)
- 1995: Eine starke Familie (Step by Step) (1 Folge)
- 1996: Diagnose: Mord (Diagnosis Murder) (1 Folge)
- 1996: Baywatch – Die Rettungsschwimmer von Malibu (Baywatch) (1 Folge)
- 1996–2007: Eine himmlische Familie (7th Heaven) (45 Folgen)
- 1997: Melrose Place (Melrose Place) (1 Folge)
- 1997: Switchback – Gnadenlose Flucht (Switchback)
- 1997–2004: Emergency Room – Die Notaufnahme (ER) (5 Folgen)
- 2000: Akte X – Die unheimlichen Fälle des FBI (The X-Files) (1 Folge)
- 2001: New Alcatraz
- 2002: Sabrina – Total Verhext! (Sabrina, the Teenage Witch) (1 Folge)
- 2007–2009: iCarly (2 Folgen)
- 2008–2012: The Secret Life of the American Teenager (11 Folgen)
- 2010: Pretty Little Liars (1 Folge)
- 2012: General Hospital (1 Folge)
- 2012: Grey’s Anatomy (1 Folge)
- 2014: Castle (1 Folge)
- 2014–2015: Brooklyn Nine-Nine (2 Folgen)
- 2015: Hart of Dixie (1 Folge)
- 2015: Community (2 Folgen)